# M1 (carabina)
A M1 ("M1 Carbine", ou formalmente, United States Carbine, Caliber .30, M1) é uma carabina semiautomática de peso leve que foi introduzida e amplamente usada pelas Forças Armadas dos Estados Unidos durante a Segunda Guerra Mundial, a Guerra da Coreia e a Guerra do Vietnã. Ela continuou sendo usada nas guerras subsequentes, da Coreia e do Vietnã, sendo produzida em muitas variantes e exportada em massa. Foi não só usada por forças militares mas também civis, como polícias e milícias.

## Visão geral
Apesar de seu semelhante nome e aparência, a carabina M1 não é uma versão mais curta do fuzil M1 Garand. É uma arma de fogo completamente diferente e dispara um tipo diferente de munição. Era simplesmente chamado de carabina porque é menor e mais leve do que o Garand.
Em 1 de julho de 1925, o Exército dos EUA começou a usar o sistema de nomeação atual onde o "M" é a designação para o Modelo e o "número" representa o desenvolvimento sequencial de equipamentos e armas. Portanto, o "fuzil M1" foi o primeiro fuzil desenvolvido sob este sistema. A "carabina M1" foi a primeira carabina desenvolvida sob este sistema. A "carabina M2" foi a segunda carabina desenvolvida sob esse sistema.

## Variantes

### M1A1
O M1A1 foi projetado em maio de 1942 para unidades de paraquedistas e veio com uma coronha dobrável, mas era idêntico a um M1 padrão. As carabinas M1A1 foram feitas pela Inland, uma divisão da General Motors e originalmente vinham com a mira não ajustável em "L" e banda de cano sem baioneta. A produção interna de carabinas M1A1 foi intercalada com a produção interna de carabinas M1 com a coronha padrão. Muitas vezes, as ações eram trocadas enquanto as carabinas eram restauradas nos arsenais.

### M1A2
- Variante proposta com mira aprimorada ajustável para lateralidade e elevação
- Produzido apenas como modelo 'overstamped' (um M1 remodelado em arsenal com nova mira traseira e outras melhorias do M1 anterior)

### M1A3
- Coronha dobrável na parte inferior, carregador de 15 cartuchos.
- Tipo padronizado para substituir o M1A1, mas pode não ter sido distribuído.
- A coronha era mais rígida do que a coronha dobrável do M1A1 e dobrada rente à parte dianteira.

### M2
A carabina M2 é uma versão fogo seletivo da carabina M1 capaz de disparar tanto em modo semiautomático quanto em modo automático. A carabina M3 era uma carabina M2 com um ativo sistema de luneta em infravermelho.

### M2A2
Modelo recondicionado pelo Arsenal (M2 com "overstamping")

### M3
A carabina M3 era uma carabina M2 equipada com uma montagem projetada para aceitar uma mira infravermelha para uso à noite. Foi inicialmente usado com o "sniperscope" M1 e uma mira infravermelha ativa, e entrou em ação em 1945 com o Exército durante a invasão de Okinawa. Antes da carabina M3 e do "sniperscope" M1 serem classificados por tipo, eles eram conhecidos como T3 e T120, respectivamente. O sistema continuou a ser desenvolvido e, na época da Guerra da Coréia, a carabina M3 era usada com o atirador M3.
A mira do atirador M2 estendeu o alcance noturno efetivo da carabina M3 para 100 jardas. Nos estágios posteriores da Guerra da Coréia, uma versão aprimorada da carabina M3, com uma montagem revisada, um punho de pistola para a frente e um novo design de atirador M3 foi usado nos últimos estágios da Coréia e brevemente no Vietnã. O "sniperscope" M3 tinha um grande holofote infravermelho ativo montado na parte superior do próprio corpo do osciloscópio, permitindo o uso na posição de bruços. O M3 / M3 revisado tinha um alcance efetivo de cerca de 125 jardas. Eventualmente, a carabina M3 e seu atirador M3 seriam substituídos por miras de visão noturna de design passivo com alcance visível estendido; os miras melhorados, por sua vez, exigiam o uso de armas de calibre de rifle com trajetórias mais planas e maior probabilidade de acerto.

## Operadores
- Alemanha
  -  Alemanha Nazista: As carabinas M1 capturadas foram classificadas como Selbstladekarabiner 455(a) ("Carabina autocarregável nº 455 (americana)"). Há imagens encenadas de tropas Fallschirmjäger do final da guerra e soldados da SS Leibstandarte Adolf Hitler ("Regimento de Guarda-Costas da SS de Adolf Hitler") armados com elas. Um número limitado foi distribuído para unidades da Volkssturm.[13]
  -  Alemanha Ocidental: 34.192 unidades[14]
    -  Baviera: 14.647 unidades[15]  (1945–início dos anos 1950, guarda de fronteira)
- Angola: 12.215 unidades.[14]
- Áustria: 39.005 unidades.[14][16] (anos 1950–70, exército e polícia)
- Bolívia: 13.438 unidades.[14]
- Brasil: Fuzil de serviço da Força Aérea Brasileira até 1971, quando foi substituído pelo HK33. Atualmente em serviço com o BOPE.[17]
- Camboja: 115.568 unidades[14] (República Quemer, 1967–1975)[18]
- Canadá: 230 unidades[14]
- Chile: 2.877 unidades[14]
- China: O Exército Voluntário do Povo fez uso de armas capturadas durante a Guerra da Coreia[19]
- República da China: 361 unidades durante a Segunda Guerra Mundial.[14]
- República da China (Taiwan): 115.948 unidades de 1963 a 1968[14]
- Colômbia: 7.037 unidades[14]
- Coreia do Sul: As Forças Armadas estavam equipadas com 19.402 carabinas M1/M2 antes da Guerra da Coreia e receberam mais 219.700 carabinas ao longo da guerra. Ao final da guerra, 159.393 carabinas estavam em serviço no Exército.[20][21] 1.015.558 carabinas M1/M2 adicionais também foram recebidas dos EUA entre 1963 e 1972, e essas armas foram fornecidas às Forças de Reserva em 1968.[22][23] As carabinas foram usadas durante a Guerra do Vietnã até os EUA começarem a fornecer fuzis M16A1 em 1967.[24] Todas as carabinas foram substituídas por fuzis M16A1 produzidos sob licença e foram retiradas do serviço ativo em 1978.[21] Algumas dessas carabinas M1 foram revendidas aos Estados Unidos: 100.000 carabinas entre 1986 e 1989 pela Blue Sky e 100.000 carabinas entre 1991 e 1993 pela Century Arms.[25][26] Em 2005, as Forças de Reserva começaram a substituir as carabinas por 850.000 fuzis M16A1 que estão sendo desativados do serviço ativo.[27][28] Desde 2006, a Coreia do Sul tentou vender 770.160 carabinas M1 de volta para os Estados Unidos, mas foi rejeitada pelo governo Obama em 2013.[29][30][31] A substituição da carabina foi concluída em 2016.[32]
- Costa Rica: 6.000 unidades[14]
- Cuba: 118 unidades em 1963.[14] As carabinas M1 foram usadas pelas forças de Fulgencio Batista, pelas milícias castristas e pela Brigada 2506.[2]
- El Salvador: 5.000 M1 e ~156 M2 até 1965, mais entregues durante as décadas de 1960 e 1970.[33]
- Equador: 576 unidades[14]
- Estados Unidos: 6.110.730 unidades (anos 1940–1960/1970 pelas Forças Armadas dos Estados Unidos e década de 1940 até o presente por várias agências de aplicação da lei e pela Tennessee Valley Authority)
- Filipinas: 8.831 unidades[14]
- França: 269.644 unidades[14]
  -  Indochina Francesa: 35.429 unidades[14]
- Grécia: 38.264 unidades[14] de 1963 a 1973
- Guatemala: 6.063 unidades[14][34]
- Honduras: 5.581 unidades[14]
- Indonésia: Usada pelas Forças Armadas da Indonésia nos anos 1950 e 1960 (recebida dos Estados Unidos). Em serviço durante o [[confronto Indonésia-Malásia[35]Ainda em serviço na Polícia Nacional da Indonésia.[36]
- Irão: 10.000 unidades[14]
- Israel: 10.000 unidades[14]
- Itália: 146.863 unidades.[14] Utilizada inicialmente pela resistência italiana.[37] Posteriormente, classificada pelo Exército Italiano como Carabina «Winchester» M1 cal. 7,62 e Carabina «Winchester» M2 cal. 7,62. Em serviço até a década de 1990 com a Arma dos Carabineiros.[38][39]
- Japão: 3.974 unidades[14] de 1950 a 1989
- Jordânia: 1.912 unidades.[14] Em campo durante a Guerra dos Seis Dias[40]
- Líbano: 900 unidades
- Libéria: 80 unidades[14][41]
- Líbia: 106 unidades[14]
- Marrocos: 945 unidades[14]
- México: 48.946 unidades[14]
- Myanmar: 28.792 unidades[14]
- Nicarágua: 121 unidades[14]
- Nigéria: 100 unidades[14]
- Noruega: 98.267 unidades[14] (em serviço no Exército Norueguês entre 1951–1970, com algumas unidades policiais norueguesas até os anos 1990)
- Países Baixos: 84.523 unidades[14] (anos 1940–1980, Exército, Korps Mariniers e Polícia)
- Panamá: 917 unidades[14]
- Paquistão: 45 unidades[14]
- Peru: 821 unidades[14]
- Reino do Laos: Recebeu 74.587 unidades durante a Guerra do Vietnã e a Guerra Civil do Laos, 1955–1975.[14][42]
- Reino Unido: 200.766 unidades[14]
- Tailândia: 73.012 unidades de 1963 a 1976[14]
- Tunísia: 771 unidades[14]
- Turquia: 450 unidades[14]
- União Soviética: 7 unidades[14]
- Uruguai: 32.346 unidades[14]
- Vietname: Em grande parte capturadas e/ou herdadas do extinto Exército da República do Vietnã.[14][43] Algumas foram usadas pelo Viet Cong e pelo Viet Minh, retiradas de forças/arsenais americanos, franceses e sul-vietnamitas, com algumas modificadas para torná-las mais compactas.
  -  Vietnã do Sul: 793.994 unidades[14] (anos 1960–70)

## Galeria

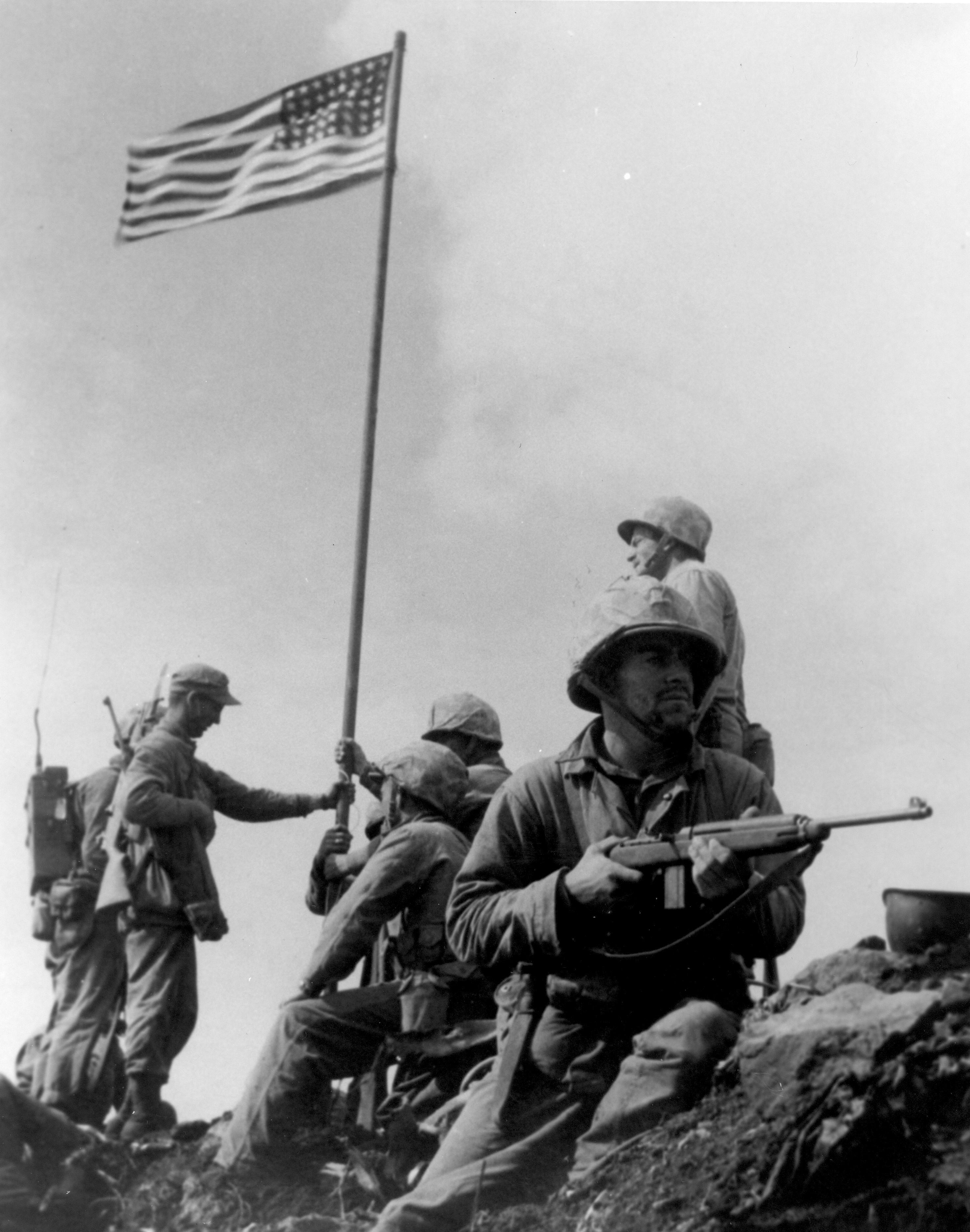
Um militar americano (a direita) com sua carabina M1 durante a batalha de Iwo Jima, 1945.
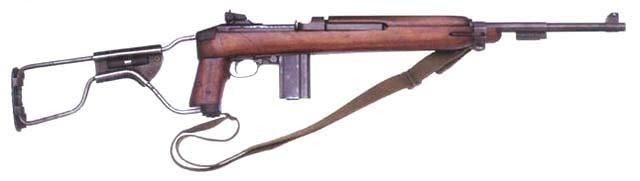
A M1A1, versão para paraquedistas.
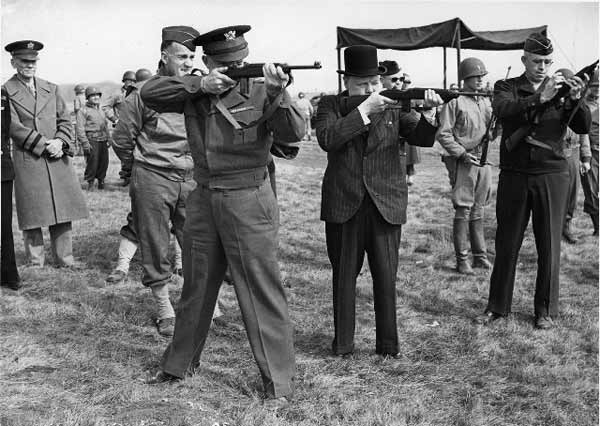
O general Dwight D. Eisenhower e o então primeiro-ministro britânico Winston Churchill realizando disparos com a M1.
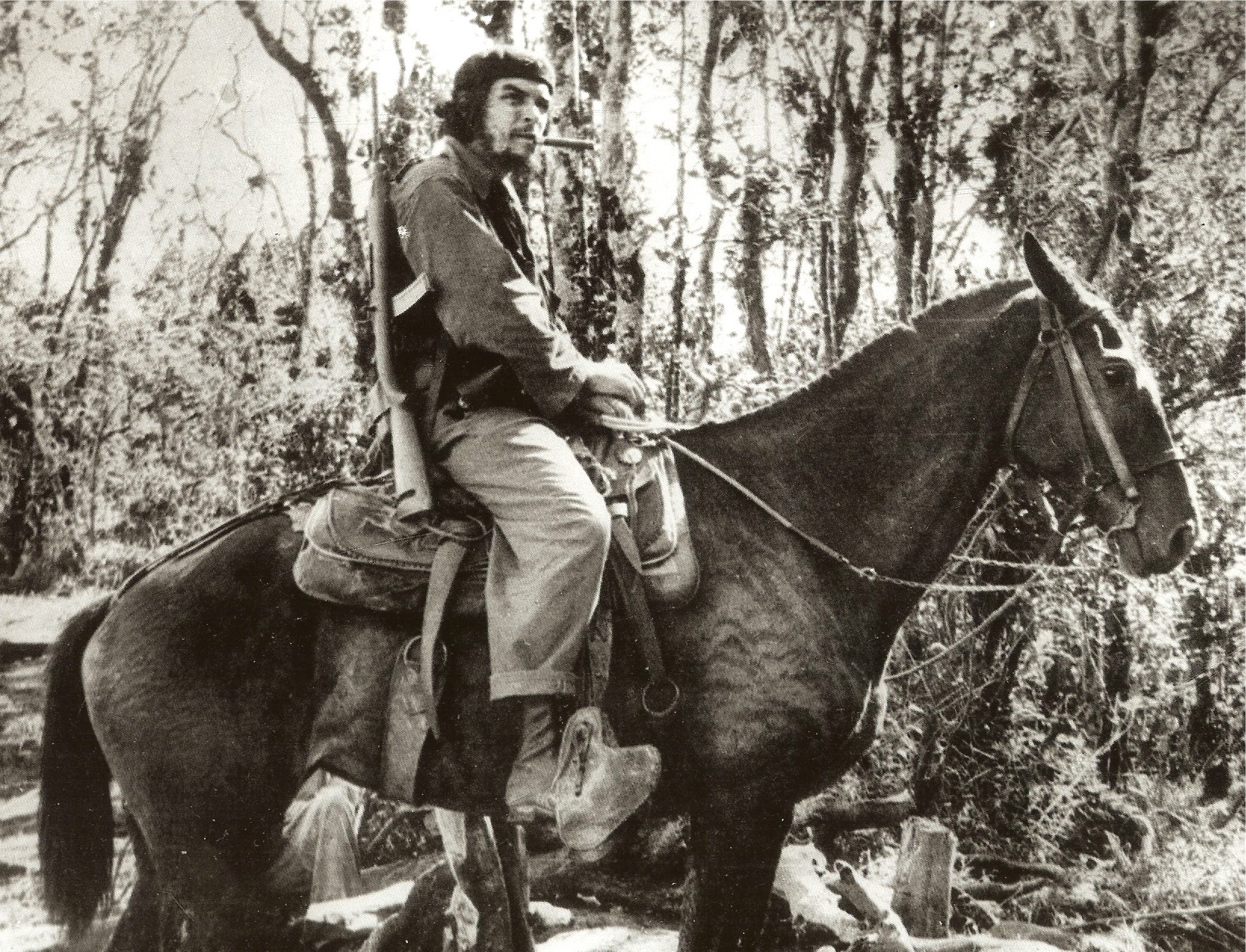
Che Guevara montado em uma mula em Cuba, em novembro de 1958, com uma carabina M2.